# Kasteel van Neerrepen
Het Kasteel van Neerrepen of kasteel van Repen is een kasteel in Neerrepen in de Belgische gemeente Tongeren in de provincie Limburg.
Het kasteel van Neerrepen bestaat uit een vrijstaand kasteelgebouw. Het geheel wordt omgeven door een park dat voorzien is van twee vijvers.

## Gebouwen
Het hoofdgebouw bestaat uit twee delen. Het oudste gedeelte van het huidige kasteelgebouw betreft de 16e-eeuwse hoektoren. Deze vierkante toren in de zuidelijke hoek werd opgetrokken in baksteen en wordt bedekt door een tentdak dat aan drie zijden voorzien is van een kleine dakkapel. Hoekbanden uit mergelsteen en gekrulde muurankers versieren deze toren.
De rest van het kasteelgebouw is het resultaat van grondige aanpassingswerken in de 18e, 19e eeuw en 20e eeuw. Het betreft een gebouw bestaande uit twee bouwlagen van vier traveeën lang en vier traveeën breed dat bedekt wordt door een schilddak. Aan de zuidoostelijke en de noordwestelijke zijde bevinden zich telkens twee dakkapellen, aan de noordoostelijke zijde bevindt zich één dakkapel.

## Geschiedenis en bewoners
Het oudste deel van het kasteel stamt af uit de 11e eeuw. (Ridderburcht)
Het huidige kasteel is niet meer vergelijkbaar hiermee door meerdere heropbouwingen doorheen de jaren na meerdere destructies
Het behoorde in deze periode toe aan de Familie van Repen (Repen, het latere Neerrepen / Overrepen)
- In 1692 koopt baron Michel-Henri de Rosen het kasteel van Neerrepen. Familie de Rosen liet er geen gras over groeien en liet ook het koor van de kerk renoveren / herbouwen, gedenkplaat in de kerk aanwezig.

- In 1902 neemt Louise de Rosen, echtgenote van graaf Charles-Louis de Meeûs d'Argenteuil, het kasteel over, deze laatste was burgemeester van Neerrepen, en tevens voorzitter van ‘le comice agricole et la societé des eleveurs tongrois'.

- In 1945 neemt Marie-Louise de Meeûs d'Argenteuil, echtgenote van Edouard de Pierpont (de Rivière) het kasteel over. Deze laatste was burgemeester van Rivière (Namen), de Pierpont was vooral een voortrekker voor de christelijke ziekenfondsen. In 1906 werd hij medestichter van de Landsbond der Christelijke Mutualiteiten, de huidige "CM” en was er voorzitter van tot in 1921.

- In 1962 neemt barones Clotilde de Pierpont de Rivière, echtgenote van baron Pierre van Eyll, het kasteel over.

- In 1998 neemt baron Eric van Eyll, jongste zoon uit 13 kinderen, van zijn moeder, barones Clotilde de Pierpont de Rivière, het kasteel over.

- Baron Christophe van Eyll, de oudste zoon van baron Eric van Eyll neemt het kasteel over en liet het kasteel reeds deels hervoegen met authentieke voegtechniek / kalkmengsel.